# Phil Ford
Pour les articles homonymes, voir Ford (homonymie).
Phil Jackson Ford Jr., né le 9 février 1956 à Rocky Mount en Caroline du Nord, est un ancien joueur de basket-ball qui évolua dans le championnat NBA. Ce meneur de 1,88 m et de 82 kg, évolua dans quatre équipes différentes, les Kings de Kansas City, les Nets du New Jersey, les Bucks de Milwaukee et enfin les Rockets de Houston.

## Biographie
Ford est titulaire durant les quatre années qu'il passe dans la fameuse université de la Caroline du Nord à Chapel Hill. Il s'y distingue comme un meneur d'une grande rapidité, d'une vision du jeu extraordinaire ainsi qu'un dribbleur fabuleux, capable de marquer de nombreux paniers. Lors de sa quatrième année, il marque 20,4 points par match et multiplie les passes lumineuses. Il est élu All-American en 1977 et 1978. Durant cette année il est élu USBWA men's player of the year award du meilleur joueur universitaire par la presse américaine, et reçoit le trophée Wooden et Eastman, qui récompensent respectivement le meilleur joueur universitaire du pays et de la côte Est.
À noter qu'il fait partie de la sélection américaine qui remporte la médaille d'or aux Jeux olympiques d'été de 1976.
Ford est considéré comme le meilleur universitaire de l'époque, de ce fait les Kansas City Kings le sélectionnent en second choix de la Draft 1978 de la NBA. Il joue la quasi-totalité des matchs, et y marque 15,9 points par match, délivre 8,6 passes décisives et réalise 2,2 interceptions par match, ce qui lui permet de remporter le trophée de NBA Rookie of the Year. Il réalise trois bonnes saisons de suite, avec environ 16 points et 8 passes par match, mais Ford a tendance à déjouer en playoffs (son adresse diminue, en 1979 et 1981 sa moyenne de points est divisée par deux, entre la saison régulière et les playoffs).
Malheureusement, les blessures et son penchant pour l'alcool ont vraisemblablement écourté la carrière du meneur du Kansas. Sa dernière saison au sein des Kings, est marquée par une régression du niveau de jeu du meneur, son adresse est devenue catastrophique (29 % de réussite aux tirs) et il ne marque plus que 9,9 points par match; Ford, trop empris d'alcool, est devenu indésirable dans le Kansas. Fort logiquement, la saison suivante 1982-1983, il est transféré dans le New Jersey, où Ford ne joue que 26 matchs, pour être ensuite expédié aux Bucks de Milwaukee. Devenu remplaçant la saison précédente aux Kings, il ne joue plus que 20 minutes par match chez les Bucks. Il ne marque plus que 6,7 points et 5,4 passes décisives par match, et ne joue que 5 petites minutes en 2 manches de playoffs.
Ford rejoint en 1983 les Rockets de Houston. Malgré un temps de jeu supérieur, il ne retrouve pas la vista de ses débuts et il n'inscrit que 7,1 points, et ne délivre 5,1 passes décisives par match. La saison 1984-85 sonne le glas de la carrière de Ford, il ne joue que 25 match et marque à peine 2 points de moyenne. Une grave blessure l'écarte des terrains quelques mois. Il tente un retour sur les terrains en 1986, mais les Warriors de Golden State qui l'avaient convié à un camp d'entraînement, ne l'engagent pas finalement.
Ford n'a disputé que 482 matchs de championnat NBA, durant lesquels il inscrit en moyenne 11,6 points et 6,4 passes décisives par match.
Il devient ensuite directeur de banque, mais passe une grande partie de son temps libre à témoigner lors de conférences dans les universités, sur les méfaits de l'alcoolisme.
En 1988 il retourne dans son ancienne université de Caroline du Nord en tant qu'entraîneur-adjoint, un poste qu'il occupe jusqu'en 1999-2000.